# La Chapelle-du-Bois
La Chapelle-du-Bois è un comune francese di 906 abitanti situato nel dipartimento della Sarthe nella regione dei Paesi della Loira.

## Società

### Evoluzione demografica
Abitanti censiti